# Trả giá (phim truyền hình năm 2014)
Trả giá là một bộ phim truyền hình được thực hiện bởi Công ty cổ phần truyền thông đa phương tiện Latsa, do Đinh Đức Liêm làm đạo diễn. Phim phát sóng vào lúc 20h30 hàng ngày, bắt đầu từ ngày 25 tháng 2 năm 2014 trên kênh truyền hình Let's Việt.

## Nội dung
Bách và Thảo là một cặp vợ chồng thuộc thành phần trung lưu, sống hạnh phúc 5 năm nhưng vẫn chưa có con, bà Trâm – mẹ Bách sốt ruột nên bán ruộng vườn lên ở với vợ chồng con trai. Vốn là một bà mẹ chồng không tâm lý, cay nghiệt và xét nét với con dâu nên bà Trâm và Thảo phát sinh nhiều mâu thuẫn. Thảo đã cố nhịn nhưng bà Trâm ngày một lấn tới, còn Bách thường đứng về phía mẹ. Không thể chịu đựng được cuộc sống ngột ngạt, Thảo đành ly thân, vào đúng lúc này, Thảo phát hiện mình mang thai và phải đối mặt vơi hoàn cảnh một mình nuôi con, đứa trẻ sau này được đặt tên là Thiện.
Trong khi Thảo được hàng xóm mới là Hải quan tâm và nảy sinh tình cảm thì Bách đã lấy được cô vợ mới con gái một đại gia bất động sản, tên Diễm My. Anh ta lừa lấy hết tài sản của nhà My và đuổi cô đi. Bách tiếp tục quen biết với Tuyền, một gái làng chơi, cả hai đều có kế hoạch của riêng mình. Tuyền gài bẫy để có con với Bách để có chút tiền tài từ anh ta, mặt khác, Bà Trâm và Bách chỉ lợi dụng Tuyền sinh con. Biết được việc này, Tuyền bỏ đi sinh con và nhờ My tìm người nuôi đứa trẻ và nói dối mẹ con Bách rằng đứa trẻ đã mất.
Nhiều năm sau, Thảo đã lập gia đình với Hải, họ có công ty bất động sản, Thảo có thêm một đứa con trai với Hải đặt tên là Phước. Hai người đã bàn giao công ty lại cho các con, nhiều lần công ty của họ đối đầu với công ty của Bách. Trong lúc này, Jenny là con gái của Tuyền và Bách được My nuôi dưỡng, khi cô gái du học trở về cũng là lúc My lên kế hoạch trả thù bằng cách để Bách tiếp xúc và có tình ý với Jenny. Kế hoạch thành công khi Bách theo đuổi Jenny dù biết cô có tình cảm với Phước.
Tuyền có mặt kịp thời xác nhận mối quan hệ cha con của Bách và Jenny, khi biết chuyện, Phước đã tìm bách đẻ chấn vất và bị Bách đâm khi xô xát. Thảo và Hải cũng có mặt tại hiện trường cho Bách biêt Thiện là con trai của ông.

## Phân vai
- Quốc Thái trong vai Bách
- Phương Ngân trong vai Thảo
- Trí Quang trong vai Hải
- Như Phúc trong vai Diễm My
- Lê Thiện trong vai Bà Trâm
- Phùng Ngọc Huy trong vai Thiện
- Bạch Công Khanh trong vai Phước
- Băng Di trong vai Jenny
- Thanh Điền trong vai Ông Đại
- Bích Hằng trong vai Bà Tám
- Kim Huyền trong vai Bé Ba
- Đào Anh Tuấn trong vai Ông Hiệp
- Nguyễn Châu trong vai Bảy Bá
- Phương Hằng trong vai Chi
- Lâm Tuyền trong vai Bà Phan
- Lâm Hải Sơn trong vai Hiếu
- Ngân Châu trong vai Ông Phan
- Kim Va trong vai Kim
- Thanh Trúc trong vai Tuyến
- Linh Tứ trong vai Từ
- Đỗ Thùy trong vai Lài
- Bella Mai trong vai Phượng

## Sản xuất
Trả giá được khởi quay những cảnh đầu tiên vào tháng 10 năm 2013 tại Thủ Đức, Thành phố Hồ Chí Minh. Nhân vật Bách ban đầu được giao Cao Minh Đạt nhưng cuối cùng Trương Minh Quốc Thái là người đảm nhận vai diễn này. Thảo là vai diễn chính diện duy nhất trong sự nghiệp của Phương Ngân tính đến năm 2022.

## Giải thưởng và đề cử
| Năm  | Giải thưởng                                | Hạng mục    | Đề cử | Kết quả        | Nguồn |
| ---- | ------------------------------------------ | ----------- | ----- | -------------- | ----- |
| 2014 | Liên hoan truyền hình toàn quốc lần thứ 34 | Phim truyện | —     | Huy chương Bạc | [ 1 ] |